# Маундс (Илиноис)
Маундс (енгл. Mounds) град је у америчкој савезној држави Илиноис. По попису становништва из 2010. у њему је живело 810 становника.

## Демографија
Према попису становништва из 2010. у граду је живело 810 становника, што је 307 (27,5%) становника мање него 2000. године.
| Група             | 2000.       | 2010.       |
| Белци             | 407 (36,4%) | 177 (21,9%) |
| Афроамериканци    | 677 (60,6%) | 597 (73,7%) |
| Азијати           | 2 (0,2%)    | 3 (0,4%)    |
| Хиспаноамериканци | 12 (1,1%)   | 26 (3,2%)   |
| Укупно            | 1.117       | 810         |